# Kilifi (stad)
Kilifi is een stad in Kenia, aan de Indische Oceaan. Het is de hoofdstad van het gelijknamige district in de provincie Pwani. Kilifi ligt aan beide zijden van de Kilifi Creek, een estuarium van de Rare River, tussen de steden Malindi en Mombassa. De stad telt 30.394 inwoners (peildatum 1999).
Kilifi is bekend om haar strand, Bofa Beach, genaamd, waarvan wordt gezegd dat dit een van de beste stranden van Kenia is. Er staan veel resorts. Daarnaast is de stad bekend om de ruïnes van Mnarani, met moskeeën en graven die uit de veertiende tot de zeventiende eeuw dateren.